# Gerda Paumgarten
Gerda Paumgarten, avstrijska alpska smučarka, * 4. februar 1907, Gradec, † 1. januar 2000, Dunaj.
Nastopila je na treh svetovnih prvenstvih v letih 1932, 1933 in 1936. Svoj največji uspeh je dosegla na prvenstvo leta 1936 z osvojitvijo naslova svetovne prvakinje v slalomu, ob tem je osvojila še srebrno medaljo v kombinaciji leta 1933 ter bronasti medalji v smuku leta 1933 in kombinaciji leta 1936. 